# Montecillo de Montija
Montecillo de Montija es un pueblo perteneciente al municipio español de Merindad de Montija. Está situado en el extremo norte de la Provincia de Burgos, Castilla y León. Dista 65 kilómetros de Bilbao y 92 de Burgos. 
Este pequeño pueblo se hizo famoso en la primera mitad del siglo XX por el extraño suceso de la Santa de Montecillo. La historia cuenta que Amalia Baranda sobrevivió 18 años sin comer ni beber nada más que la comunión. Este desconcertante fenómeno fue anunciado en la prensa nacional e internacional, además ni los expertos encontraban una respuesta científica.